# Центр экономического развития, транспорта и окружающей среды Финляндии
Центры экономического развития, транспорта и окружающей среды (фин. Elinkeino-, liikenne- ja ympäristökeskukset ), (швед.  Närings-, trafik- och miljöcentralen), (англ. Centre for Economic Development, Transport and the Environment) — органы государственного управления Финляндии, действующие на региональном уровне с 01.01.2010 года. Финская аббревиатура — ELY (ЭЛЮ), русская — ЦЭРТОС.
Границы зон ответственности ЦЭРТОС в основном не совпадают ни с границами губерний, ни с границами провинций (губерний семь, провинций двадцать, зон ответственности ЦЭРТОС 16).

Зоны ответственности ЦЭРТОС

Полное совпадение всех границ лишь на севере страны, в провинции Лаппи (центр — Рованиеми). Во всех остальных частях страны границы зон ответственности ЦЭРТОС включают в свой состав территории двух и более провинций. Кроме этого, отличаются полномочия ЦЭРТОС в разных частях Финляндии. В общем случае эти полномочия включают в себя:
- развитие бизнеса и промышленности, рабочей силы, повышение квалификации и культурного уровня[4];
- транспорт и инфраструктура[5];
- окружающая среда и природные ресурсы[6].

Все три направления полномочий реализуются ЦЭРТОС в Лаппи, Северной и Южной Остроботнии, Центральной Финляндии, Пирканмаа, Юго-Западной Финляндии, Уусимаа, Северном Саво и Юго-Восточной Финляндии
Первое и третье направление реализуются ЦЭРТОС в Хяме, Кайнуу, Северной Карелии и Южном Саво.
Только первое направление реализуются ЦЭРТОС в Остроботнии и Сатакунте.
В административном отношении ЦЭРТОС подчиняются Министерству занятости и экономики. В отдельных вопросах они подчинены также Министерству внутренних дел, Министерству сельского и лесного хозяйства, Министерству окружающей среды, Министерству транспорта и коммуникаций, Министерству образования и культуры.